# Артёмовка (Крым)
Артёмовка (до 1948 года — Тока́; укр. Артемівка, крымскотат. Toqa, Токъа) — село в Черноморском районе Республики Крым, входит в состав Новосельского сельского поселения (согласно административно-территориальному делению Украины — Новосельского сельсовета Автономной Республики Крым).

## Население
| 2001 | 2014 |
| ---- | ---- |
| 238  | ↘216 |

Всеукраинская перепись 2001 года показала следующее распределение по носителям языка
| Язык       | Процент |
| ---------- | ------- |
| русский    | 86.13   |
| украинский | 13.87   |

### Динамика численности
| - 1806 год — 99 чел. - 1900 год — 87 чел. - 1915 год — 0/181 чел. - 1926 год — 540 чел. - 1939 год — 189 чел. | - 1989 год — 262 чел. - 2001 год — 154 чел. - 2009 год — 247 чел. - 2014 год — 216 чел. |

## География
Артёмовка — село в центре района, на Тарханкутской возвышенности, примерно в 11 километрах на запад от районного центра Черноморское, высота центра села над уровнем моря — 93 м. Ближайшие населённые пункты — Кузнецкое в 4 км на восток, расстояние до райцентра около 10 км, ближайшая железнодорожная станция — Евпатория — около 63 километров. Транспортное сообщение осуществляется по региональной автодороге 35Н-610  от шоссе Черноморское — Евпатория (по украинской классификации — С-0-11709).

## Современное состояние
На 2016 год в Артёмовке 4 улицы; на 2009 год, по данным сельсовета, село занимало площадь 143 гектара, на которой в 91 дворах проживало 247 человек. Действуют фельдшерско-акушерский пункт, сельский клуб, село связано автобусным сообщением с райцентром, Евпаторией, Симферополем и соседними населёнными пунктами.

## История
Первое документальное упоминание села встречается в Камеральном Описании Крыма… 1784 года, судя по которому, в последний период Крымского ханства Тока входил в Тарханский кадылык Козловскаго каймаканства.
После присоединения Крыма к России (8) 19 апреля 1783 года, (8) 19 февраля 1784 года, именным указом Екатерины II сенату, на территории бывшего Крымского ханства была образована Таврическая область и деревня была приписана к Евпаторийскому уезду. После павловских реформ, с 1796 по 1802 год входила в Акмечетский уезд Новороссийской губернии. По новому административному делению, после создания 8 (20) октября 1802 года Таврической губернии, Токи был включён в состав Яшпетской волости Евпаторийского уезда.
По Ведомости о волостях и селениях, в Евпаторийском уезде с показанием числа дворов и душ… от 19 апреля 1806 года, в деревне Тока числилось 16 дворов и 99 жителей крымских татар. На военно-топографической карте генерал-майора Мухина 1817 года деревня Тока обозначена с 10 дворами. После реформы волостного деления 1829 года Тока, согласно «Ведомости о казённых волостях Таврической губернии 1829 года», остался в составе Яшпетской волости. В 1835 году, на «Геометрическом специальном плане Таврической губернии Евпаторийского уезда при местечке Ак-Мечеть…» в деревне Токи записано дворов 2, мужчин 6, женщин 3, на карте 1836 года в деревне 10 дворов. Видимо, вследствие эмиграции крымских татар в Турцию, деревня опустела и на карте 1842 года Току обозначен уже разорённым.
В 1860-х годах, после земской реформы Александра II, деревню приписали к Курман-Аджинской волости. Когда началось новое заселение деревни неизвестно, но на трехверстовой карте 1865—1876 года в деревне Тока 10 дворов (в других документах середины века не встречается).
Земская реформа 1890-х годов в Евпаторийском уезде прошла позже остальных, в результате Токи приписали к Кунанской волости.
По «…Памятной книжке Таврической губернии на 1900 год» на хуторе Токи числилось 87 жителей в 10 дворах. По Статистическому справочнику Таврической губернии. Ч.II-я. Статистический очерк, выпуск пятый Евпаторийский уезд, 1915 год, в деревне Эк-Токи Кунанской волости Евпаторийского уезда числилось 26 дворов (все дворы безземельные) с русским населением без приписных жителей, но со 181 — «посторонним», из которых 123 мужчины и 58 женщин. Жители землёй не владели, в хозяйствах имелось 35 лошадей, 228 волов, 93 коровы и 763 головы мелкого скота.
После установления в Крыму Советской власти, по постановлению Крымревкома от 8 января 1921 года № 206 «Об изменении административных границ» была упразднена волостная система и образован Евпаторийский уезд, в котором создан Ак-Мечетский район и село вошло в его состав, а в 1922 году уезды получили название округов. 11 октября 1923 года, согласно постановлению ВЦИК, в административное деление Крымской АССР были внесены изменения, в результате которых округа были отменены, Ак-Мечетский район упразднён и село вошло в состав Евпаторийского района. Согласно Списку населённых пунктов Крымской АССР по Всесоюзной переписи 17 декабря 1926 года, в селе Токи, в составе упразднённого к 1940 году Сабанчинского сельсовета Евпаторийского района, числилось 33 двора, все крестьянские, население составляло 154 человека, все русские, действовала русская школа. Согласно постановлению КрымЦИКа от 30 октября 1930 года «О реорганизации сети районов Крымской АССР», был восстановлен Ак-Мечетский район (по другим данным 15 сентября 1931 года) и село вновь включили в его состав. По данным всесоюзная перепись населения 1939 года в селе проживало 189 человек.
С 25 июня 1946 года Тока в составе Крымской области РСФСР. Указом Президиума Верховного Совета РСФСР от 18 мая 1948 года, Токи переименовали в Артёмовку. С начала 1950-х годов, в ходе второй волны переселения (в свете постановления № ГОКО-6372с «О переселении колхозников в районы Крыма»), в Черноморский район приезжали переселенцы из различных областей Украины. 26 апреля 1954 года Крымская область была передана из состава РСФСР в состав УССР. Время включения в Новосельский сельсовет пока не установлено: на 15 июня 1960 года село уже числилось в его составе. По данным переписи 1989 года в селе проживало 262 человек. С 12 февраля 1991 года село в восстановленной Крымской АССР, 26 февраля 1992 года переименованной в Автономную Республику Крым. С 21 марта 2014 года в составе Крыма аннексирована Россией.
12 мая 2016 года парламент Украины, не признающий российскую аннексию, принял постановление о переименовании села в Тока (укр. Тока), в соответствии с законами о декоммунизации, однако данное решение не вступает в силу до «возвращения Крыма под общую юрисдикцию Украины».